# Myripristis seychellensis
Myripristis seychellensis là một loài cá biển thuộc chi Myripristis trong họ Cá sơn đá. Loài này được mô tả lần đầu tiên vào năm 1829.

## Từ nguyên
Từ định danh seychellensis được đặt theo tên gọi của quốc đảo Seychelles, nơi mà mẫu định danh của loài cá này được thu thập (–ensis: hậu tố chỉ nơi chốn).

## Phạm vi phân bố và môi trường sống
M. seychellensis có phân bố giới hạn ở các đảo quốc thuộc tây nam Ấn Độ Dương, được ghi nhận ở ngoài khơi Madagascar và các đảo quốc lân cận là Seychelles, Réunion, Comoros và Mauritius (cũng gồm bãi ngầm Saya de Malha và Cargados Carajos). Phạm vi của M. seychellensis sau đó đã mở rộng đến bờ tây nam Ấn Độ, khi một mẫu vật được thu thập ngoài khơi bang Kerala.
M. seychellensis sống trên các rạn san hô, được tìm thấy ở độ sâu đến ít nhất là 21 m.

## Mô tả
Chiều dài cơ thể lớn nhất được ghi nhận ở M. seychellensis là 23 cm.
Số gai ở vây lưng: 11; Số tia ở vây lưng: 14–15; Số gai ở vây hậu môn: 4; Số tia ở vây hậu môn: 13–14; Số tia ở vây ngực: 15–16; Số vảy đường bên: 28–30.

## Sinh thái
M. seychellensis là loài ăn đêm, thường hay ẩn náu dưới gờ đá và trong hang hốc vào ban ngày, và thức ăn chủ yếu của chúng là động vật phù du.